# Lucy Maynard Salmon

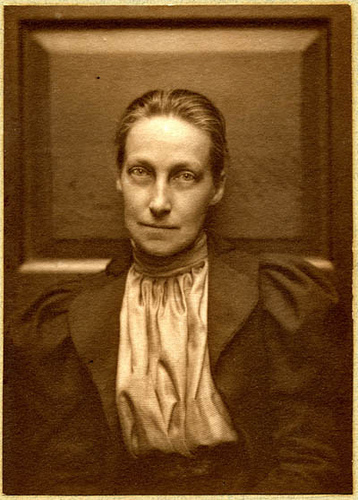
Lucy Maynard Salmon

 Lucy Maynard Salmon (* 27. Juli 1853 in Fulton, New York (Bundesstaat); † 14. Februar 1927 in Poughkeepsie, New York (Bundesstaat)) war eine US-amerikanische Historikerin und Hochschullehrerin. Sie war von 1889 bis zu ihrem Tod Professorin für Geschichte am Vassar College und war die erste Frau, die Mitglied des Exekutivkomitees der American Historical Association war.

## Leben und Werk
Salmon war die einzige Tochter des Direktors der Fulton Bank und Eigentümer einer erfolgreichen Gerberei George Salmon und seiner zweiten Ehefrau Maria Clara Maynard Salmon, die die erste Direktorin des Fulton Female Seminary war. Salmon besuchte das Falley Seminary in Fulton und zog 1871 nach Ann Arbor, wo sie 1872 die Ann Arbor High School abschloss. Sie studierte anschließend Geschichte an der University of Michigan und erhielt 1876 ihren Bachelor-Abschluss. Danach war sie stellvertretende Schulleiterin und später bis 1881 Schulleiterin der McGregor High School in McGregor, Iowa. 1883 erwarb sie ihren Master of Arts an der School of Political Science der University of Michigan. Anschließend unterrichtete sie an der State Normal School in Terre Haute, Indiana.
1886 wurde ihre Masterarbeit im ersten Band der Papers of the American Historical Association veröffentlicht. Am Wellesley College wurde ihr eine Lehrtätigkeit angeboten, die sie zugunsten eines Stipendiums am Bryn Mawr College ablehnte. Dort studierte sie 1986 bei Woodrow Wilson. 1887 beauftragte das Vassar College sie mit dem Aufbau seiner Abteilung für Geschichte und der Tätigkeit als außerordentliche Professorin für Geschichte. Sie wurde dort am Ende ihres zweiten Berufsjahres 1889 zur ordentlichen Professorin ernannt.
1898 nahm sie ein zweijähriges Sabbatjahr und reiste zu Studienzwecken nach Europa, wo sie auch das Radfahren als eine in Europa übliche Sportart lernte. Nach ihrer Rückkehr, als sie im Hosenrock und hohen Stiefeln Rad fuhr, wurde ihr gesagt, dies sein zu „unwürdig“ für ein Mitglied der Fakultät.
Nach ihrer Rückkehr teilte sie mit der Vassar-Bibliothekarin Adelaide Underhill bis zu ihrem Tod 1927 ein Haus in Poughkeepsie.

## Aktivitäten im Rahmen ihrer Forschung
Sie hatte eine starke Abneigung gegen die hierarchische Struktur, die Professoren und Studenten trennte. Sie führte einen ständigen Kampf mit der Verwaltung um die Größe und Art ihrer Klassen und darum, welche Bücher mit den knappen verfügbaren Mitteln gekauft werden sollten. Ihr eigenes Interesse galt der Beschaffung von Quellenmaterial, die Verwaltung wollte jedoch nur anerkannte Lehrbücher kaufen. Letztendlich konnte sie mit Hilfe von Philanthropen eine für sie akzeptable Bibliothek aufbauen.
1885 trat sie der American Historical Association (AHA) bei. 1897 bat das Exekutivkomitee der AHA sie, Mitglied des Committee of Seven zu werden, das für die Empfehlung des Lehrplans für Geschichte der Sekundarschulen des Landes und der Aufnahmeprüfungen für das College verantwortlich war. Im Rahmen ihrer Arbeit im Ausschuss reiste sie nach Deutschland, um zu studieren, wie Geschichte an den dortigen Sekundarschulen unterrichtet wurde. Ihre Ergebnisse stellte sie der AHA in einer Ansprache im Dezember 1897 vor und diese wurden auch als Anhang zum Bericht des Komitees veröffentlicht. Im späten neunzehnten und frühen zwanzigsten Jahrhundert war sie eine der wenigen Historikerinnen, die regelmäßig auf den jährlichen Treffen der AHA sprach. 1915 wählten die Mitglieder der Vereinigung sie als einzige Frau in ihren Exekutivrat.
1901 gründete und leitete sie die Historical Association of the Middle States and Maryland, die später als Association of History Teachers of the United States and Maryland bezeichnet wurde und deren Ziel es war, das Studium und den Unterricht von Geschichte durch Diskussionen und Veröffentlichungen zu erweitern.
Salmon war auch Mitglied der National College Equal Suffrage League und des Exekutivbeirats der Kongressunion für Frauenwahlrecht. Sie leitete die Wahlrechtsbewegung am Vassar College trotz der Missbilligung der Treuhänder und des Präsidenten Taylor, der der Ansicht war, dass die Mission der Schule Bildung und nicht soziale Reformen sein sollte. Als der Präsident den Suffragetten des Vassar College untersagte, ein Treffen auf dem Campus abzuhalten, fand dieses auf dem angrenzenden Friedhof statt. Erst 1914, nach dem Rücktritt von Taylor, erteilte die Fakultät den Studentinnen die Erlaubnis, einen Wahlrechtsclub auf dem Campus zu gründen.
Salmon war ein Mitglied der neuen Sozialgeschichte ihrer Zeit. Sie glaubte, dass die politische Geschichte auf Kosten anderer Themen überbetont, worden war. Sie betrachtete inländische Dokumente wie Familienkochbücher als historische Quellen, die ebenso wertvoll waren wie die Verfassung oder die Bill of Rights (Vereinigte Staaten). Sie arbeitete nicht nur selbst mit diesen Quellen, sondern ermutigte auch die Studentinnen, die sie am Vassar College unterrichtete, selbst Primärquellen zu konsultieren und ihre Heimatgemeinden als historische Themen zu betrachten. Anstatt nur historische Fakten zu vermitteln, lehrte sie die Vorgehensweise eines Historikers. Um Seminare durchzuführen, lud sie die Studentinnen zweimal pro Woche zu informellen Diskussionen in ihre Zimmer ein, obwohl ihr vom College die Erlaubnis verweigert worden war. Dort führten sie Diskussionen um einen Tisch, der erweitert werden musste, als die Popularität der Klasse zunahm, bis er als „The Table Long“ bekannt wurde.
Mit 70 Jahren vermied sie erfolgreich die obligatorische Pensionierung und 1926 organisierten ihre Alumnae-Freunde den Lucy Maynard Salmon Fund for Research, um Geld für ihre weitere Forschung bereitzustellen.
Sie veröffentlichte zahlreiche Arbeiten in historischen Fachzeitschriften und allgemeinen Magazinen und war in bürgerlichen Angelegenheiten sehr aktiv. Sie unterstützte die Reform des öffentlichen Dienstes sowie das Frauenwahlrecht.

## Auszeichnungen
1912 erhielt Salmon einen Ehrendoktor von der Colgate University und 1926 einen Ehrendoktor von der University of Michigan.

## Veröffentlichungen (Auswahl)
- History of the Appointing Power of the President. 1886.
- Domestic Service. New York, MacMillan, 1897.
- The Newspaper and Historian. Oxford University Press 1923[2].
- The Newspaper and Authority. New York, Oxford University Press, 1923.
- Why Is History Rewritten? New York, Oxford University Press, 1929.
- History and the texture of modern life. Nicholas Adams and Bonnie G. Smith, 2001.